# ...Baby One More Time Tour
...Baby One More Time Tour는 미국의 가수 브리트니 스피어스의 첫 콘서트 투어이다. 이 투어는 브리트니의 첫 정규 음반인 ...Baby One More Time을 홍보했고, 미국과 캐나다를 방문했다. 투어는 1999년 3월 처음으로 발표되었고, 자세한 계획은 다음 달 발표되었다. 그리고 토미 힐피거가 투어의 후원자로 결정되었다. 이후 투어를 연장하기로 결정하고 제목을 Crazy 2K Tour라고 정했다. 이 정보는 1999년 12월 발표되었었다. 연장된 투어의 후원자는 갓 밀크와 폴라로이드였다. 투어의 컨셉과 의상은 스피어스가 직접 계획했었다. 무대의 특수 효과와 여러 가지 효과는 두 번째 투어 때 많이 변경되었었다.
세트리스트는 ...Baby One More Time의 수록곡들로 이루어졌었다. 투어는 비평가들로부터 대부분 긍정적인 평가를 받았다. 한편 투어 기간 중에 립싱크 공연을 펼쳐 혹평을 받기도 했다. 투어가 끝나자 녹음이 된 폭스를 통해 방송되기도 했다. DVD로는 2000년에 Live and More!로 발매되었다.

## 배경
브리트니는 원래 첫 정규 음반 ...Baby One More Time(1999)을 홍보하기 위한 투어를 계획하고 있었고, 1999년 3월 5일 그 계획이 처음으로 발표되었다. 이후 투어는 7월달에 시작한다고 밝혔었다. 1999년 5월 12일에는 토미 힐피거가 투어의 메인 후원사로 발표되었다.

## 오프닝 게스트
- C-Note (North America) (select venues)[3]
- Steps (North America) (select venues)[4]
- Boyz N Girlz United (North America) (select venues)
- P.Y.T. (North America) (select venues)[5]
- Michael Fredo (North America) (select venues)
- Third Storee (North America) (select venues)
- Sky (Canada) (select venues)[4]
- LFO (North America) (select venues)[6]
- 보손 (North America) (select venues)[7]
- 데스티니스 차일드 (Hawaii)[8]

## 세트 리스트
1. "(You Drive Me) Crazy"
2. "Soda Pop"
3. "Born to Make You Happy"
4. "From the Bottom of My Broken Heart"
5. "Vogue" (Dance Interlude)
6. Medley:
  1. "Material Girl"
  2. "Black Cat"
  3. "Nasty"
7. "The Beat Goes On"
8. "Meet the Dancers" (Dance Interlude)
9. "I Will Be There"
10. "Open Arms"
11. "Sometimes"
12. "...Baby One More Time"

1. "School Roll Call" (Performance Introduction)
2. "(You Drive Me) Crazy" (contains elements from "...Baby One More Time")
3. "Born to Make You Happy"
4. "I Will Be There"
5. "Hand Jive" (Dance Interlude)
6. "Don't Let Me Be the Last to Know"
7. "Oops!...I Did It Again"
8. "Who is the Ultimate Heartbreaker?" (Performance Interlude)
9. "From the Bottom of My Broken Heart"
10. "The Beat Goes On"
11. "Meet the Dancers" (Dance Interlude)
12. "Meet the Band" (Performance Interlude)
13. "Sometimes"
14. "...Baby One More Time"

## 박스 오피스 정보
| 장소            | 도시   | 티켓(매진)             | 총 수익  |
| --------------- | ------ | ---------------------- | -------- |
| 피라미드 아레나 | 멤피스 | 16,906 / 16,906 (100%) | $578,845 |